# Ondes d'amour
Pour les articles homonymes, voir ondes (homonymie).
Pour plus de détails, voir Fiche technique et Distribution.
Ondes d'amour (Twenty Million Sweethearts) est un film musical américain réalisé par Ray Enright, sorti en 1934.

## Synopsis
L'agent Russell Edward 'Rush' Blake est capable de promouvoir le serveur ténor chanteur Buddy Clayton en tant que grande star de la radio tandis que l'épouse de Buddy, Peggy Cornell perd. Finalement, Peggy ne perd pas Buddy au profit de ses « vingt millions d'amoureux » féminines.

## Fiche technique
- Titre original : Twenty Million Sweethearts
- Titre français : Ondes d'amour
- Réalisation : Ray Enright
- Scénario : Warren Duff, Harry Sauber et Julius J. Epstein (non crédité) d'après une histoire de Paul Finder Moss et Jerry Wald
- Photographie : Sidney Hickox
- Montage : Clarence Kolster
- Musique : Al Dubin et Harry Warren
- Direction artistique : Esdras Hartley (en)
- Costumes : Orry-Kelly
- Société de production : First National Pictures
- Société de distribution : Warner Bros
- Pays d'origine : États-Unis
- Langue : anglais
- Format : Noir et blanc - 35 mm - 1,37:1 - Son : Mono
- Genre : Comédie musicale
- Durée : 89 minutes
- Dates de sortie : 
  - États-Unis : 27 avril 1934 (première à New York)
  - États-Unis : 26 mai 1934 (sortie nationale)

## Distribution
- Pat O'Brien : Russell Edward 'Rush' Blake
- Dick Powell : Buddy Clayton
- Ginger Rogers : Peggy Cornell
- Ted Fio Rito : Lui-même
- Allen Jenkins : 'Oncle' Pete
- Grant Mitchell : Chester A. Sharpe
- Joseph Cawthorn : M. Herbert 'Herbie' Brokman
- Joan Wheeler : Marge, la réceptionniste
- Henry O'Neill : Lemuel Tappan
- Johnny Arthur : Secrétaire de Norma Hanson
- The Mills Brothers : Eux-mêmes
- The Radio Rogues : Eux-mêmes